# Concilio de las Cartas Místicas
EL Concilio de las Cartas Místicas es una comunidad hablahispana que difunde las doctrinas mágicas y espirituales de las Cuatro Cartas Místicas de los elementos.
Las Cartas Místicas es un movimiento espiritual moderno (Nueva Era) inspirado en diferentes formas de religiosidad politeísta. Más allá que ser un reconstruccionismo neopagano (que aspira renacer de una religión antigua) busca una relación más directa con la ecología y los cuatro elementos Universales (Aire, Agua, Fuego y Tierra). 
Sus representantes actuales no practican el ocultismo, sino que se enfocan en la meditación,  la astrología, las Cartas, los cristales, las herbolaria y los métodos de sanidad. Un cambio entre sus seguidores es alejar el sobrenombre de Nueva Era a favor de una identidad más descriptiva, tal como espiritualidad o "nueva espiritualidad".1
Las Cartas Místicas concilian de forma sincrética, elementos místicos que refieren a los 4 elementos astrológicos universales, los símbolos grecorromanos, la Wicca entre otros. Las Cartas Místicas en ocasiones pueden ser confundidas con cartas de Tarot, sin embargo en su caso, el juego consta de cuatro cartas simbólicamente diseñadas que representan al Aire al Agua al Fuego y a la Tierra y que funcionan como amuleto o talismán para quien las posee.

## Liturgia
El Portador de las Cartas Místicas puede encontrar en ellas los desequilibrios en su vida y corregirlos a través de la emociones, la sabiduría, la perseverancia y la valentía. Así mismo, las Cartas funcionan son amuletos catalizadores de la voluntad y de la energía mística del cosmos y el Universo.
El Hechizo de Iniciación es la Consagracación de las Cartas -la cual, a opinión de los miembros del Concilio- crean un vínculo único entre su portador y la magia de las cartas.
Los hechizos varían dependiendo de lo que se deseé lograr. Pueden utilizarse las cartas en conjunto o de forma individual. Los hechizos son puros y sencillos y no buscan abrir puertas a otras dimensiones como en el caso de la ouija o las canalizaciones paranormales.
Las Cartas Místicas tienen un sentido ético y moral de respeto al espíritu y a la naturaleza.

## Características Doctrinales
Las Cartas Místicas están diseñadas con símbolos místicos que representan la suerte, la protección, la sabiduría, la prosperidad y el amor.
Su carácter esotérico propone un contacto personal con las energías invisibles del espíritu y del universo, los cuales enfatizan en el desarrollo de una máxima divinidad que puede detener el eterno ciclo de la reencarnación (definición múltiples veces mencionada en el hinduismo y algunas otras doctrinas neopaganas).
Las prácticas mágicas y rituales de las Cartas canalizan la energía interior, la energía del universo y la energía de las cosas para influir en las personas o las circunstancias.
Fiorello Verrico define lo siguiente:
"El deseo de encontrar el objeto se traduce en una expresión de autosugestión capaz de despertar la actividad mental estimulando las facultades de precepción y selección."2

## Recursos y referencias
- «Misión de las Cartas Misticas». Archivado desde el original el 16 de septiembre de 2009. Consultado el 3 de septiembre de 2009.

- Martin, W (2009). El ocultismo y su reino. Grupo Nelson.
- Verrico, Fiorello (2005). La Magia del Pendulo. Colección en Armonía.

- Datos: Q5781162